# Insuffisance d'organe
L’insuffisance d'organe est un état de dysfonctionnement dans lequel un organe du corps humain ne remplit pas correctement ou suffisamment sa fonction.
La défaillance d'organe est une insuffisance organique avancée où l'homéostasie ne peut être maintenue sans intervention médicale ou chirurgicale.
L'insuffisance est un diagnostic et peut, lorsque la cause est connue, être classifiée en « chronique » ou « aiguë ».